# Miguel de Molinos
Miguel de Molinos (Muniesa, junho de 1628 — Roma, 26 de dezembro de 1696) foi um místico e sacerdote católico espanhol, conhecido pelo estabelecimento e sistematização da corrente espiritual cristã do Quietismo. 
O Quietismo sustenta, como indica o próprio nome deste ramo minoritário da espiritualidade cristã, mas em última instância ortodoxo à luz do Cristianismo original e segundo muitas das principais palavras de Jeus Cristo, que a alma deve fazer silêncio, deve praticar a quietude e a passividade espiritual para chegar a Deus. 
A ênfase do Quietismo é no polo "passivo" da alma, ao invés de no polo "ativo", como sucede, por exemplo, no caso do método de realização espiritual dos jesuítas. Neste estado de "quietude" proposto pela escola de Molinos, a mente fica completamente inativa, já não pensa ou quer por conta própria, mas permanece passiva, enquanto que se supõe que é Deus que opera nela. É importante ressaltar aqui que não se trata de uma oposição irredutível e total entre "atividade" e "inatividade" espirituais, mas de predominância de um dos polos.  
Em Roma para defender a causa de beatificação de um místico espanhol, Molinos se estabeleceu como pároco na igreja de Santo Afonso. Lá alcançou fama como pregador e diretor espiritual. Uma de suas pupilas foi a rainha Cristina, da Suécia.
Seus principais livros são o "Guía Espiritual", publicado pela primeira vez em italiano, em 1675, e "Defesa da Contemplação". Ambos republicados até hoje, em várias línguas.
Segundo o metafísico alemão Frithjof Schuon, os elementos positivos e construtivos do Quietismo de Molinos constituem um elemento de esoterismo cristão, traços do qual podem ser encontrados em São Francisco de Sales, doutor da Igreja e autor do clássico da espiritualidade cristã Filoteia: Introdução à vida devota..
O Quietismo opera numa sintonia espiritual similar ao da escola da "Terra Pura" (Jodo Shu) do Budismo japonês. A Terra Pura enfatiza a abordagem tariki ("poder do Outro"), diferentemente da escola Zen, que enfatiza a abordagem jiriki ("poder de Si mesmo"). É a tradicional oposição complementar entre o Transcendente (o "Outro", ou seja Deus para além do homem) e o Imanente ("O Reino de Deus está dentro de vós", na célebre palavra de Jesus). 
O Quietismo de Miguel de Molinos almeja chegar a Deus pelo total vazio interior; segundo ele, quem age verdadeiramente é o "Outro", ou seja, Deus, o homem deve negar-se a si mesmo e praticar o total desapego da vontade própria. 
O principal porta-voz da Terra Pura foi o santo medieval japonês Honen Shonin; ele, assim como o espanhol Molinos, enfatizou o poder da oração e da concentração espiritual.